# 다비 스탠치필드
다비 스탠치필드(Darby Stanchfield, 1971년 4월 29일 ~ )는 미국의 배우이다.

## 출연 작품
- 저스틴 (2018)
- 슬럼버 (2018)
- 카니지 파크 (2016)
- 스캔들 5 (2015)
- 매드 맨 6 (2013)
- 스캔들 2 (2012)
- 매드 맨 5 (2012)
- 대통령 스캔들 1 (2012)
- 게스트 룸 (2011)
- 클레이 (2011)
- 매드 맨 2 (2008)
- NCIS 시즌5 (2007)
- 웨이트리스 (2007)
- 매드 맨 1 (2007)
- 제리코 (2006)
- 도리안 그레이의 초상 (2004)